# Рагби репрезентација Замбије
Рагби репрезентација Замбије је рагби јунион тим који представља Замбију у овом екипном спорту. Рагби савез Замбије је основан 1965., а репрезентација Замбије игра од 1975. Највећу историјску победу рагбисти Замбије су остварили 9. септембра 2003., над Руандом 107-9. Најтежи пораз Замбији, нанели су рагбисти Зимбабвеа 20. априла 2004., када је било 83-10. Један од најбољих аустралијских рагбиста, Џорџ Греган је рођен у Замбији. У овој афричкој држави има око 3 500 регистрованих рагбиста. Замбија никада није успела да се квалификује на светско првенство.